# Petit pâté de Pézenas
Le petit pâté de Pézenas est une spécialité culinaire de la ville de Pézenas, dans le sud de la France.
Une confrérie, La très noble et très gourmande confrérie du petit pâté de Pézenas, créée en 1991, veille à sa promotion et à défendre cette recette « exotique ». Elle tient en général un chapitre par an où elle intronise de nouveaux membres.

## Historique
Lord Robert Clive séjourne trois mois dans la ville de Pézenas en 1768, après avoir été à deux reprises gouverneur du Bengale de 1756 à 1760 et de 1765 à 1767.
Selon une légende très populaire dans la cité, son cuisinier, venu des Indes, crée lors de ce séjour le petit pâté de Pézenas en utilisant des épices indiennes.
La recette pourrait avoir pour origine des plats de l'Empire moghol, tels que le keema et le naan.

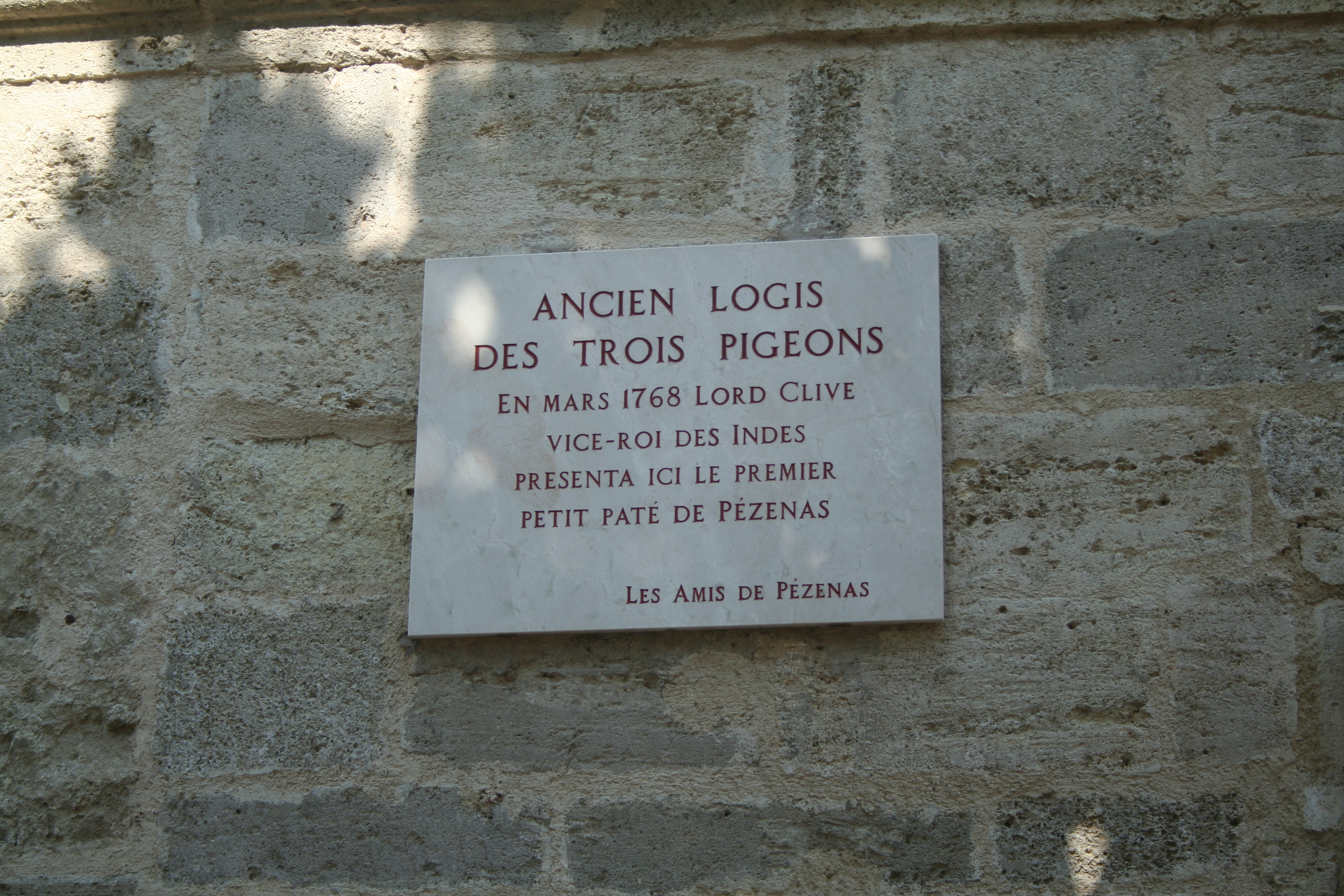
Plaque sur le logis des Trois Pigeons, à Pézenas, où Clive a présenté le petit pâté en 1768.

Austin de Croze le cite, en 1928, dans son livre Les plats régionaux de France puis, en 1933, avec le critique culinaire Curnonsky, ils reconnaissent le petit pâté de Pézenas dans leur ouvrage commun intitulé Le trésor gastronomique de France.
En 1991 est créée « La Très Noble et Très Gourmande Confrérie du petit pâté de Pézenas », qui vise à protéger la mémoire de Clive et des petits pâtés et à promouvoir cette tradition culinaire.
La recette est déposée à l’INPI en 2009.

## Composition

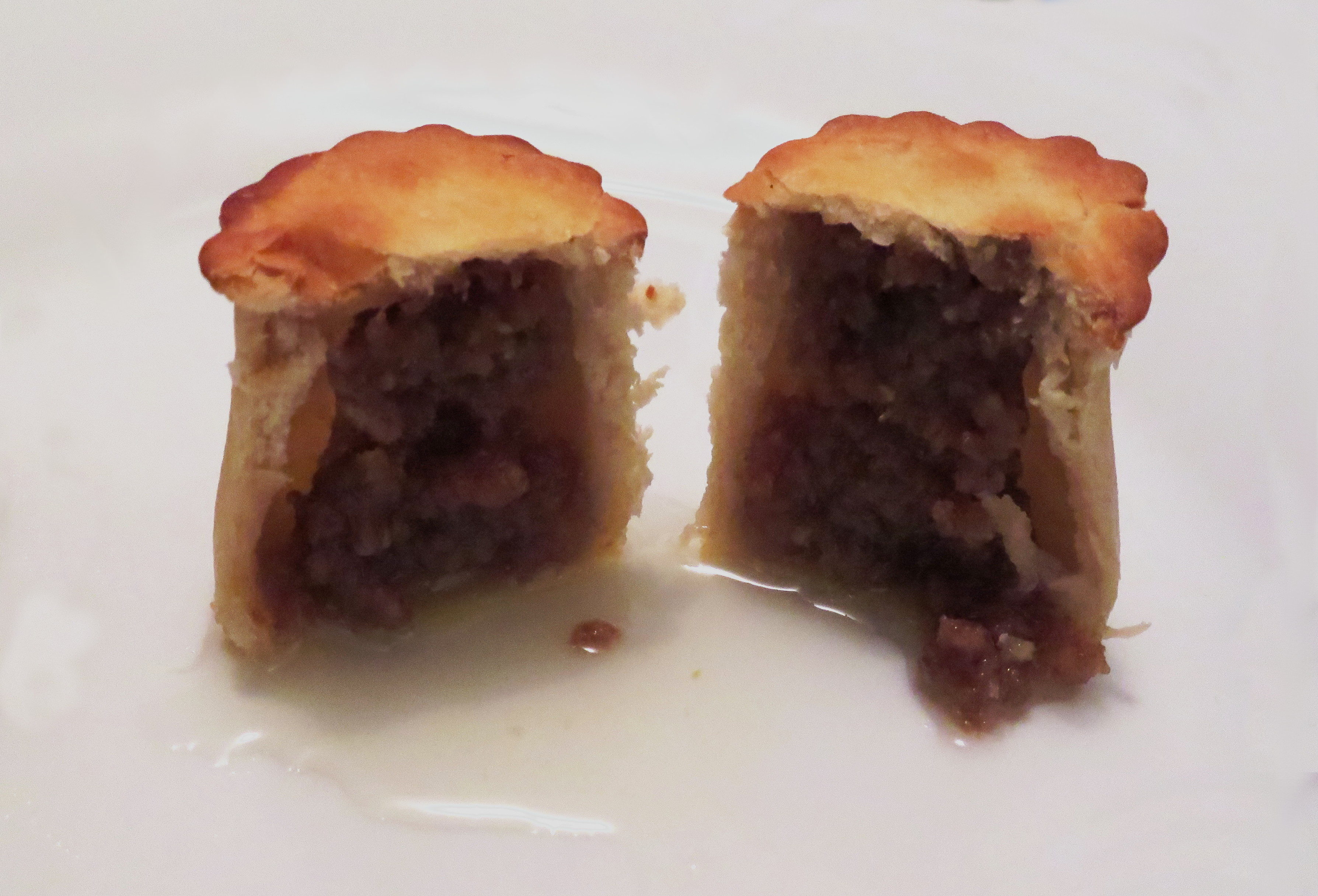
Un petit pâté coupé en deux.

Le petit pâté de Pézenas est composé d’un cylindre de pâte brisée, farci de viande d’agneau assaisonnée de cassonnade et de citron,. Il s’agit donc d’une recette sucré-salé. Il est recouvert d’un couvercle de pâte brisée, qui lui confère une forme de bobine.

## Consommation
Ce plat se consomme chaud en apéritif ou en entrée.

## Accord mets/vin
Le petit pâté s’accorde bien avec les vins blancs doux (comme les muscats de l’Hérault) ou secs.